# E Johnny prese il fucile (film)
E Johnny prese il fucile (Johnny Got His Gun) è un film del 1971 scritto e diretto da Dalton Trumbo, vincitore del Grand Prix Speciale della Giuria al 24º Festival di Cannes.
Trumbo, sceneggiatore di fama, esordì all'età di 66 anni nella regia con questo film, che rimase l'unica opera da lui diretta. La pellicola fu il coronamento di un progetto fortemente contrastato, nato circa 30 anni prima con il romanzo omonimo, che nel 1939 ottenne il National Book Award (allora noto come American Book Sellers Award).

## Trama
Joe Bonham, un giovane statunitense, viene chiamato al servizio di leva dal suo paese e inviato a combattere sul fronte francese durante la prima guerra mondiale. Durante l'ultimo giorno di guerra viene colpito da una granata, ma viene salvato per miracolo dagli alleati, che lo curano in un ospedale militare.
Joe tuttavia è ormai ridotto a un tronco umano ("un pezzo di carne che vive"): ha perso gli arti superiori e inferiori, la voce, la vista e l'udito e vive attaccato a un respiratore, alternando momenti di veglia a ricordi della sua vita passata con suo padre e la sua fidanzata Kareen, e i suoi giorni sul campo di battaglia prima di essere colpito. I suoi ricordi si mescolano anche a raccapriccianti visioni e incubi nei quali dialoga con Gesù e mette in dubbio i principi politici e civili con i quali è stato cresciuto, dato che lo hanno portato a questo stato di vita miserabile.
Dopo alcuni anni in questa condizione, impossibilitato a comunicare col mondo esterno (i movimenti del capo vengono scambiati per spasmi muscolari, e ogni volta che tenta di comunicare viene puntualmente sedato), Joe riesce finalmente a stabilire un contatto umano con un'infermiera, che riesce a percepire il suo dolore, e in seguito trova il modo di comunicare con gli altri muovendo la testa secondo l'alfabeto Morse.
Quando gli alti comandi dell'esercito vengono a conoscenza della situazione, si recano al capezzale di Joe, che chiede di essere ucciso o di essere esposto al mondo come un fenomeno da baraccone, per rendere testimonianza degli orrori e della follia della guerra. Joe viene capito, ma le sue richieste non verranno accolte. Quando Joe domanda che gli venga praticata l'eutanasia, i militari lo mantengono in vita per essere oggetto di studi.
L'infermiera, impietosita, cerca di porre fine alle sue sofferenze soffocandolo, ma, colta in flagrante da un generale, viene allontanata. Joe viene nuovamente sedato e abbandonato e il film si chiude con la prospettiva di altri lunghi anni di tormento per Joe, che inizia a battere disperatamente "SOS aiuto".

## Riferimenti culturali
- I Metallica hanno acquistato parte dei diritti d'autore del film per realizzare il videoclip di One nel 1989, contribuendo peraltro a una riscoperta della pellicola. La canzone stessa, che farà conoscere i Metallica al grande pubblico, è un chiaro riferimento alla pellicola (o al libro) di Trumbo. Oltre a spezzoni del film, nel filmato si può vedere la band che suona in un magazzino.
- Il personaggio di Siegfried Von Nibelunghen, rimasto vivo dopo un'azione eroica in un "campo di biondo grano, con il sole in fronte", ma privo di tutti gli arti e impossibilitato a comunicare col mondo esterno se non col pensiero, apparso in una serie di strisce del fumetto satirico Sturmtruppen di Bonvi nel 1973, è un omaggio a Trumbo e al personaggio del film.

## Critica
Per Morandini il film è un'«atroce requisitoria contro la guerra, grido di pietà e indignazione, attacco alla scienza e all'esercito, interrogazione sull'esistenza di Dio». La vicenda procede su un doppio livello, «la realtà presente in bianconero, i ricordi e i sogni a colori». Se al primo livello funziona ed è «bellissimo», al secondo perde forza, rientra nello stereotipo, cedendo a «simbolismi, ideologia, buoni sentimenti». Il giudizio critico complessivo conquista al film tre stelle, mentre la scarsa affluenza di pubblico nelle sale gli fa guadagnare solo un pallino.
Roger Ebert diede al film un punteggio di quattro stelle su quattro, scrivendo che Trumbo ha gestito il materiale «strano a dirsi, in un modo che non è tanto anti-guerra quanto lo sia pro-vita. Forse è per questo che lo ammiro. Invece di dilungare punti ironici sulla "Guerra per porre fine a tutte le guerre", Trumbo rimane ostinatamente sul piano umano, lasciando che la sua ideologia cresca dai suoi personaggi, invece di imporla dall'alto».

## Riconoscimenti
- Festival di Cannes 1971
  - Grand Prix Speciale della Giuria
  - Premio FIPRESCI